# Gołemo Ilino
Gołemo Ilino (mac. Големо Илино) – wieś w Macedonii Północnej położona w gminie Demir Hisar. Według danych z 2002 roku, wieś zamieszkiwały 52 osoby (28 mężczyzn i 24 kobiety), co stanowiło 0,55% ludności całej gminy (5,5 ‰).